# Vergara (episodio nacional)
Vergara es la séptima novela de la Tercera Serie de los Episodios Nacionales de Benito Pérez Galdós, en octubre-noviembre de 1899 y publicada ese mismo año. Relata los entresijos y negociaciones que llevaron al final de la guerra carlista en el norte de la península ibérica, cerrando provisionalmente seis años de guerra fratricida con el abrazo de Vergara, en 1839.
Conduce la trama folletinesca el personaje romántico Fernando Calpena, que alistado en el ejército isabelino de Baldomero Espartero, trabajará como uno de los correos entre este y el carlista Rafael Maroto. En el terrero de las descripciones históricas se han destacado sucesos militares como las batallas de Peñacerrada y Ramales, o retratos literarios como el momento del ‘simbólico abrazo’ entre ambos bandos.

Era este un extenso campo a la salida de la villa, entre el río Deva y el camino de Plasencia. Allí formó muy de mañana el ejército de Espartero, y ante él fue desfilando la división castellana, con su jefe el General Urbistondo. Maroto, que parecía resucitado, a juzgar por la repentina transformación de su continente, que recobró su gallardía, así como el rostro la expresión confiada y el color sano, ocupó su puesto; al punto apareció con su brillante Estado Mayor el Duque de la Victoria, y recorridas las líneas, cautivando a todos con su marcial apostura y la serenidad y contento que en su rostro se reflejaban, mandó a sus soldados armar bayonetas; igual orden dio Maroto a los suyos. Espartero, con aquella voz incomparable que poseía la virtud de encender en los corazones la bravura, el amor, el entusiasmo y un noble espíritu de disciplina, pronunció una corta arenga perfectamente oída de un lado a otro de la formación, y terminó con estas memorables palabras: Abrazaos, hijos míos, como yo abrazo al General de los que fueron contrarios nuestros. Juntáronse los dos caballos; los dos jinetes, inclinando el cuerpo uno contra otro, se enlazaron en cordial apretón de brazos. Maroto no fue de los dos el menos expresivo en la efusión de aquella concordia sublime. En las filas, de punta a punta, resonó un alarido, que parecía explosión de llanto. No eran palabras ya, sino un lamento, el ¡ay! del hijo pródigo al ser recibido en el paterno hogar, el ¡ay! de los hermanos que se encuentran y reconocen después de larga ausencia. Era un despertar a la vida, a la razón. La guerra parecía un sueño, una estúpida pesadilla.

Se había dispuesto que las divisiones vizcaínas y guipuzcoana entrasen en el campo del convenio después de comenzado el acto, para que la solemnidad de este y su ternura influyesen en el ánimo de los reacios, y el efecto correspondió a lo que Espartero y Urbistondo con tanta habilidad y conocimiento del humano corazón habían dispuesto. Las tropas guiadas por La Torre como las conducidas por Iturbe, se vieron envueltas en la inmensa atmósfera de fraternidad que ya se había formado. Los corazones respondieron con unánime sentimiento. No podía ser de otro modo. La idea de unidad, de nacional grandeza, de moral parentesco entre todas las razas de la Península, ganó súbitamente los entendimientos de castellanos y éuskaros, y ya no hubo allí más que abrazos, lágrimas de emoción, gritos de alegría, aclamaciones a Espartero, a la Constitución, a Isabel II, a Maroto, a la Religión y a la Libertad juntamente, que también estas dos matronas se dieron de pechugones en aquel solemne día
Capítulo XXXVII, (Galdós, 1899) 